# 新幾內亞領地
紐幾內亞領地（英語：Territory of New Guinea）是從1919年至1975年由澳大利亞管轄的紐幾內亞島領土。
紐幾內亞領地原為德屬紐幾內亞，在第一次世界大戰期間被澳大利亞部隊佔領。
1942年至1945年第二次世界大戰期間，紐幾內亞領地被日本佔領。在此期間，新不列顛島上的拉包爾成為日本的主要基地。
第二次世界大戰後，澳屬巴布亞領地和紐幾內亞領地於1949年合併成為一個行政區：巴布亞和紐幾內亞領地。1971年更名為巴布亞紐幾內亞。

## 背景
葡萄牙和西班牙航海者在16世紀初期進入新幾內亞水域。在1526 - 27年，航海者Don Jorge de Meneses來到巴布亞島上。 1545年，西班牙人IñigoOrtiz de Retes因為看到島嶼的居民和那些在非洲幾內亞海岸之間發現的相似，所以給了這個島的名字“新幾內亞”。
1884年，德國佔領了該島的東北部，並稱為德屬新幾內亞。1884年，英國宣佈於新幾內亞東南部海岸建立保護地，並於1888年9月4日正式占領，稱為英屬新幾內亞。1902年英屬新幾內亞成為澳大利亞領土，並更名為巴布亞領地。

## 第一次世界大戰和國際聯盟託管地

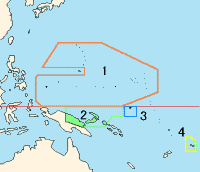
太平洋的國際聯盟託管地
1. 南洋群島
2. 新幾內亞
3. 瑙魯
4. 西薩摩亞

澳大利亞武裝部隊在第一次世界大戰期間奪取德屬新幾內亞。1914年9月11日，澳大利亞皇家海軍部隊與澳大利亞海軍和軍事遠征部隊一起抵達拉布爾，海軍部隊登陸科可波和Kabakaul市，搜索德國廣播電台，受到德國抵抗。 9月12日，拉布爾被佔領，無人反抗。德國殖民政府於9月17日向澳大利亞投降。澳大利亞軍隊和船隻隨後被派往佔領德屬新幾內亞，包括新幾內亞、新愛爾蘭、海軍部群島、西部群島、布干維爾島和德屬所羅門群島。
1919年巴黎和平會議，時任澳大利亞總理比利·休斯爭取將德屬新幾內亞划入澳大利亚统治。
根據“凡爾賽條約”第22條：日本獲得了赤道以北的德國島嶼（馬紹爾群島、加羅林群島、馬里亞納群島、帛琉群島）；德屬薩摩亞被交予新西蘭；德屬新幾內亞、俾斯麥群島和瑙魯被分配為澳大利亞託管地。

1920年12月17日，英國政府代表澳大利亞接受國際聯盟的授權。

## 第二次世界大戰

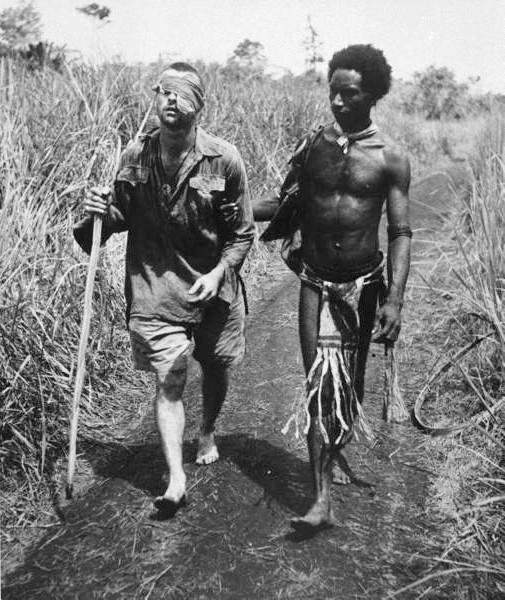
1942年12月25日，一名巴布亞居民在扶助澳大利亞士兵

太平洋戰爭爆發不久，新幾內亞島被日本入侵。 西巴布亞（荷屬新幾內亞）以及新幾內亞領地的大部分地區被佔領。
新幾內亞戰役從1942年開始。拉包爾於1月22日至23日被佔領，成為主要的日本軍事基地。當地巴布亞人，協助和護送受傷的澳大利亞軍隊，所以澳大利亞人稱他們為迷霧天使。
在布納 - 戈納戰役，澳大利亞和美國部隊攻擊布納、薩南亞諾和戈納等日本在新幾內亞的主要據點。澳大利亞部隊和日本第18軍繼續發生戰爭，直到日本於1945年9月2日投降爲止。新幾內亞戰役是太平洋戰爭主要戰場之一。